# 매춘 4
"매춘 4"(賣春 4, Prostitution 4)는 한국에서 제작된 김성수 감독의 1994년 에로, 드라마 영화이다. 강선영 등이 주연으로 출연하였고 정경희 등이 제작에 참여하였다.

## 출연

### 주연
- 강선영

### 조연
- 박결
- 이무정
- 김민호
- 윤동현

## 기타
- 촬영부: 박해용
- 촬영부: 김만상
- 촬영부: 최희수
- 조명: 한희창
- 조명부: 신경만
- 조명부: 윤동우
- 조명부: 김오식
- 연출부: 허종수
- 연출부: 김미경
- 조감독: 장훈
- 녹음: 강대성
- 음향효과: 양대호
- 특수촬영: 김완석
- 분장: 이화영
- 분장팀: 함현정
- 의상: 이영신
- 네가편집: 박정권
- 음악부문: 규리
- 개봉관: 명화
- 옵티컬: 윤종두
- 음악부문: 송재범